# Козик, Мария Сергеевна
Мария Сергеевна Козик (18 декабря 2002, Павлодар, Казахстан) — российская футболистка, полузащитница.

## Биография
Воспитанница футбольной школы «Иртыш» (Омск), первый тренер — Евгения Иванова. В середине 2010-х годов перешла в юниорскую команду московского «Чертаново». В составе сборной Москвы стала победительницей первенства России среди 17-летних 2017 года, победительницей и лучшим бомбардиром 2018 года.
С 2019 года выступала за старшую команду «Чертаново» в высшем дивизионе России. Дебютный матч за клуб сыграла 11 апреля 2019 года против «Енисея», заменив на 79-й минуте Ольгу Волошину. Всего в своём первом сезоне сыграла 10 матчей в высшей лиге, во всех выходила на замены. Со следующего сезона стала появляться в стартовом составе клуба. 22 ноября 2020 года забила первый гол в чемпионате России, принеся своей команде победу в выездном матче над «Енисеем» (1:0).
Выступала за юниорскую и молодёжную сборную России.